# Wanchai Chaiwut
Wanchai Chaiwut (en tailandés: วันชัย ชัยวุฒิ; 6 de marzo de 1989) es un deportista tailandés que compite en tenis de mesa adaptado. Ganó dos medallas en los Juegos Paralímpicos de París 2024.

## Palmarés internacional
| Juegos Paralímpicos | Juegos Paralímpicos | Juegos Paralímpicos | Juegos Paralímpicos |
| Año                 | Lugar               | Medalla             | Prueba              |
| ------------------- | ------------------- | ------------------- | ------------------- |
| 2024                | París (Francia)     | Medalla de plata    | Individual MS4      |
| 2024                | París (Francia)     | Medalla de bronce   | Dobles MD8          |